# کیت کوکبرن
کیت کوکبرن (انگلیسی: Keith Cockburn؛ زادهٔ ۲ سپتامبر ۱۹۴۸) بازیکن فوتبال اهل بریتانیا است.
از باشگاه‌هایی که در آن بازی کرده‌است می‌توان به باشگاه فوتبال گریمزبی تاون اشاره کرد.